# Ha Hee-ra
Ha Hee-ra (30 de octubre de 1969) es una actriz surcoreana. 

## Carrera
Comenzó su carrera en 1981, cuando estaba en sexto grado, participando principalmente en películas para adolescentes. 
En la década de 1990 se convirtió en una de las mejores actrices de la televisión coreana, junto con Chae Shi-ra y Kim Hee-ae. Entre sus más notables dramas se incluyen What Women Want (1990), What Is Love (1991), The Break of Dawn (1993), Catching Up with Gangnam Moms (2007) y Presidente (2010).

## Vida personal
Nació en Seúl de padre taiwanés y madre coreana.
Se casó con el actor Choi Soo-jong en noviembre de 1993, y obtuvo la ciudadanía surcoreana después de su boda. La pareja tiene dos hijos: un hijo llamado Min-seo y una hija, Yoon seo.
Después de su matrimonio con Choi se convirtió al presbiterianismo desde el budismo.

## Filmografía

### Televisión
| Año  | Título                   | Rol | Cadena |
| ---- | ------------------------ | --- | ------ |
| 2018 | Lady Cha Dal-rae's Lover |     | KBS2   |

### Cine
| Año  | Título                        | Rol          |
| ---- | ----------------------------- | ------------ |
| 1986 | Great March of Tomboys        |              |
| 1987 | Exciting Lives of Three Girls |              |
| 1988 | Miri, Mari, Wuri, Duri        | Duri         |
| 1988 | Campus Romance Seminar        | Hye-ri       |
| 1988 | If You Want                   |              |
| 1988 | Puppy Love                    |              |
| 1989 | Memories of Bal-bari          | Eun-kyung    |
| 1990 | You Know What? It's a Secret  | Hye-na       |
| 1990 | Days of Standing Alone        | Hyun Eun-ji  |
| 1991 | Back to You Once More         | Kim Sung-hee |
| 1991 | The Night Full of Stars       | Bo-ra        |
| 1992 | A Foolish Lover               | Hye-rin      |
| 2002 | The Beauty in Dream           | So-ra        |

## Premios y nominaciones
| Año  | Categoría                           | Premio                       | Trabajo                  | Resultado |
| ---- | ----------------------------------- | ---------------------------- | ------------------------ | --------- |
| 2021 | Best Couple (junto a Choi Soo-jong) | Brand Customer Loyalty Award | -                        | Ganaron   |
| 2018 | Excellence (daily drama)            | KBS Drama Award              | Lady Cha Dal Rae's Lover | Ganó      |